# Dino Grandi
Pour les articles homonymes, voir Grandi.
Dino Grandi, comte de Mordano, né le 4 juin 1895 à Mordano, en province de Bologne, et mort le 21 mai 1988 à Bologne, en Émilie-Romagne, est une personnalité politique italienne de la première moitié du XXe siècle, qui fit sa carrière sous le régime fasciste de Benito Mussolini. Il a été ministre des Affaires étrangères, de la Justice et ambassadeur du royaume d'Italie à Londres.

## Biographie
Dino Antonio Giuseppe Grandi est le fils d'un propriétaire terrien, issu d'un milieu provincial et catholique. En 1914, alors qu'il étudie le droit à Bologne, il se rapproche de Benito Mussolini. À l’époque, ce dernier était en dissidence avec son parti de l'époque, le Parti socialiste, pour s’être prononcé en faveur de l'entrée de l’Italie dans le conflit mondial. 
En 1915, il est envoyé au front comme officier. Après sa licence en droit en 1919, il exerce la profession d'avocat à Imola. La même année, à Milan, il est l'un des fondateurs du Parti fasciste, et devient le chef du mouvement dans sa région, l'Émilie-Romagne. Il est élu député en 1921, mais son élection est aussitôt annulée pour vice de forme. C'est pourquoi, le 28 octobre 1922, il ne peut entrer dans le premier gouvernement de Mussolini, nommé président du Conseil par le roi Victor-Emmanuel III après la « marche sur Rome ».
Réélu député en 1924, il est sous-secrétaire à l'Intérieur et puis aux Affaires étrangères entre 1924 et 1929, ministre des Affaires étrangères du 12 septembre 1929 au 20 juillet 1932, ambassadeur d’Italie à Londres de 1932 à 1939, garde des Sceaux, ministre de Justice du 12 juillet 1939 au 5 février 1942, enfin président de la Chambre des faisceaux et des corporations (qui joue le rôle de parlement pendant le fascisme) du 30 novembre 1939 au 5 août 1943.
Il prononce à Londres en 1939 des discours très agressifs à l'encontre de la France. De retour en Italie après l'entrée de l'Italie dans la guerre aux côtés de l'Allemagne, il devient garde des Sceaux et songe à s'ouvrir une voie de sortie en cas d'échec de la politique mussolinienne. Il devient l’un des représentants de l'aile la plus modérée du fascisme, avec Italo Balbo et Giuseppe Bottai. Il confie à des juristes non inscrits au Parti fasciste la tâche de rédiger le nouveau code civil et le nouveau code de procédure civile. L'un des rédacteurs de ce dernier est Piero Calamandrei, adversaire farouche du fascisme et futur homme politique de gauche de l'après-guerre.  
Ses relations avec la Cour et notamment avec le roi Victor-Emmanuel III étant excellentes, il est anobli et nommé chevalier de l’ordre suprême de la Très Sainte Annonciade, une décoration fort convoitée qui accordait à son titulaire la dignité de  « cousin du roi ». Il rencontre le roi au début de l'été 1943, imaginant de faire démettre le Duce de ses fonctions par le parlement ou le grand conseil fasciste, ce qui permettrait au roi de le remplacer au gouvernement. 
Le 10 juillet 1943, les Anglo-Américains débarquent en Sicile et le 19 le premier bombardement de Rome a lieu. Il n'y a plus de doute que la guerre est perdue. Lors de la séance du Grand Conseil du fascisme du 25 juillet, il présente un ordre du jour, ce qui sera appelé l'ordre du jour Grandi, qui propose de rendre tous les pouvoirs au roi et à l'armée (en pratique, dans le but de provoquer la destitution de Mussolini). L'ordre du jour est approuvé par la majorité des membres du Grand Conseil, et le lendemain Mussolini est remercié par le roi, qui le fait mettre aux arrêts.
À partir du 26 juillet, bon gré mal gré, Dino Grandi s'éloigne de la vie publique, et, après quelques mois, il quitte l'Italie pour le Portugal. Bête noire des Nazis et des fascistes radicaux de la république de Salò lors du procès de Vérone (1944–1945), lui et la plupart des membres du Grand Conseil qui avaient voté pour son ordre du jour sont condamnés à mort (cinq condamnations seront exécutées, dont celle de Galeazzo Ciano, gendre de Mussolini). 
Après un long séjour en Amérique du Sud où il exerce la profession d'homme d'affaires, il rentre en Italie en 1965, où il n’a plus de comptes à rendre, le procès d’épuration à sa charge s’étant conclu en 1946 par un non-lieu. 
Très respecté par les partis modérés, il deviendra une sorte d’éminence grise des années 1960 et 1970. 
Il a écrit des mémoires à caractère auto-absolutoire.

## Vie privée
Il a épousé Antonietta Brizzi (décédée en 1984), issue d'une riche famille bolognaise, et eu deux enfants, Franco (1925-2004) et Simonetta.

## Distinctions honorifiques

### Décorations italiennes
- Membre du Grand Conseil du PNF (Partito Nazionale Fascista).
 - Chevalier de l'ordre suprême de la Très Sainte Annonciade - 1943.
 - Chevalier grand-croix de l'ordre des Saints-Maurice-et-Lazare.
 - Chevalier grand-croix de l'ordre de la Couronne d'Italie.
 - Chevalier grand-croix de l'ordre colonial de l'Étoile d'Italie.
 - Médaille d'argent pour la valeur militaire.
 - Médaille de bronze de la vaillance militaire.
 - Croix du service distingué.
 - Croix du service distingué dans la force volontaire de sécurité nationale.
 - Médaille commémorative de la guerre italo-autrichienne 1915-1918 (campagne de 4 ans).
 - Médaille commémorative de l'unification de l'Italie.
 - Médaille italienne de la victoire interalliée.

### Décorations étrangères
- Chevalier grand-croix de grâce magistrale de l'ordre souverain de Malte - 27 juin 1925.
 - Chevalier grand-croix de l'ordre du Lion blanc - 31 janvier 1928.
 - Chevalier de l'ordre de l'Aigle blanc - 9 juin 1930.
 - Chevalier grand-croix de l'ordre de Pie IX - 7 janvier 1932.

## Publication
(it) Dino Grandi, Il mio paese, Bologne, Il Mulino, 1985.